# NSG 'Kasbruch'
NSG 'Kasbruch' este o arie protejată (arie specială de conservare — SAC, sit de importanță comunitară — SCI) din Germania întinsă pe o suprafață de 35 ha, integral pe uscat.

## Localizare
Centrul sitului NSG 'Kasbruch' este situat la coordonatele 49°20′13″N 7°12′21″E / 49.3369°N 7.2058°E.

## Înființare
Situl NSG 'Kasbruch' a fost declarat sit de importanță comunitară în octombrie 2000 pentru a proteja un număr necunoscut de specii din flora spontană și fauna sălbatică aflate în arealul zonei. Situl a fost protejat și ca arie specială de conservare în aprilie 2016.

## Biodiversitate
Situată în ecoregiunea continentală, aria protejată conține 6 habitate naturale: Liziere de ierburi înalte hidrofile de câmpie și de nivel montan până la alpin, Fânețe de joasă altitudine (Alopecurus pratensis, Sanguisorba officinalis), Mlaștini turboase de tranziție și turbării mișcătoare, Păduri de fag Luzulo-Fagetum, Mlaștini împădurite, Păduri aluvionare cu Alnus glutinosa și Fraxinus excelsior (Alno-Padion, Alnion incanae, Salicion albae).
La baza desemnării sitului se află un număr nedeclarat de specii protejate.
Pe lângă speciile protejate, pe teritoriul sitului au mai fost identificate 9 specii de plante, 3 specii de nevertebrate.